# Мантеллы (род)
Мантеллы (лат. Mantella) — род лягушек из семейства Mantellidae. Мелкие лягушки, размеры обычно около 2—3 см. Окраска яркая, являет собой сочетание оранжевого, синего, жёлтого, чёрного и зелёного цветов, сигнализирующих о ядовитости их кожи. Эндемики Мадагаскара.

## Классификация
На ноябрь 2018 года в род включают 16 видов:
- Mantella aurantiaca Mocquard, 1900 — Золотая мантелла
- Mantella baroni Boulenger, 1888
- Mantella bernhardi Vences at al., 1994
- Mantella betsileo (Grandidier, 1872) — Жёлтая мантелла, или беззубая веслоухая лягушка
- Mantella cowanii Boulenger, 1882
- Mantella crocea Pintak & Böhme, 1990
- Mantella ebenaui (Boettger, 1880)
- Mantella expectata Busse & Böhme, 1992
- Mantella haraldmeieri Busse, 1981
- Mantella laevigata Methuen & Hewitt, 1913 — Зелёная мантелла
- Mantella madagascariensis (Grandidier, 1872) — Чёрная мантелла
- Mantella manery Vences, Glaw & Böhme, 1999
- Mantella milotympanum Staniszewski, 1996
- Mantella nigricans Guibé, 1978
- Mantella pulchra Parker, 1925
- Mantella viridis Pintak & Böhme, 1988

| |  |  |  |  |  |
| Слева направо: 1 — Mantella viridis; 2 — Mantella cowanii; 3 — Mantella pulchra; 4 — Mantella betsileo; 5 — Mantella expectata; 6 — Mantella madagascariensis. |  |  |  |  |  |